# Таллікесте
Таллікесте (ест. Tallikeste), також Таллікисти (ест. Tallikõstõ), Таллікесе (ест. Tallikese)  — село в Естонії, входить до складу волості Вастселійна, повіту Вирумаа.